# Konia eisentrauti
Espèce
Statut de conservation UICN

 CR B1ab(iii)+2ab(iii) : 
En danger critique
Konia eisentrauti est une espèce de poisson de la famille des Cichlidés endémique du Cameroun. Elle est en danger critique d'extinction selon l'UICN.

## Référence
- Trewavas, 1962 : Fishes of the crater lakes of the northwestern Cameroons. Bonner Zoologische Beiträge 13 (1/3) p. 146–192. (Tilapia eisentrauti)